# Jessie Rogers
Jessie Rogers (ur. 8 sierpnia 1993 w Goiânii) – brazylijska aktorka pornograficzna, mieszkająca na stałe w Stanach Zjednoczonych.

## Życiorys

### Wczesne lata
Urodziła się w Goiânii, w środkowej Brazylii. Gdy miała kilka lat, jej rodzina postanowiła wyemigrować do południowej Kalifornii. Dorastała w Oceanside, w okolicach San Diego. Przez krótki czas mieszkała również w Nowym Jorku. W 2008 El Camino High School w South San Francisco. W okresie szkolnym zarabiała pracując jako modelka.

### Kariera
W sierpniu 2011, zaledwie kilka dni po osiemnastych urodzinach zadebiutowała w branży pornograficznej. Wzięła udział w produkcjach Evil Angel, Hustler, FM Concepts, Elegant Angel i Bang Productions.
Bardzo szybko zyskała ogromną popularność i nominacje do licznych nagród branżowych, w tym m.in. NightMoves. W 2013 zdobyła nominację do AVN Award w kategorii „Najlepsza nowa gwiazdka” i XRCO Award w kategorii „Kremowe marzenie roku”.
Wystąpiła jako Emma Bunton w parodii dla dorosłych Spice Girls.
W 2012 przeszła operację powiększenia piersi. W grudniu tego samego roku po raz ostatni wystąpiła w filmie pornograficznym.
W lutym 2013 oficjalnie ogłosiła zakończenie kariery.
Wkrótce podjęła pracę jako prezenterka popularnego kanału na YouTube. Stała się również znaną aktywistką na rzecz regulacji w branży pornograficznej. 24 kwietnia 2013 roku zeznawała w Komitecie Pracy i Zatrudnienia Kalifornijskiego Zgromadzenia Stanowego w sprawie ustawy zobowiązującej aktorów pornograficznych do noszenia prezerwatyw podczas scen erotycznych nakręconych w Kalifornii.
We wrześniu 2018 zwyciężyła w rankingu „31 gwiazd porno” (31 pornstars), ogłoszonym przez hiszpański portal 20minutos.es.